# 鰻屋 (落語)
『鰻屋』（うなぎや）は古典落語の演目。新しく開業した鰻屋の店主が不慣れなために鰻をうまくつかめずに起きる騒動を描く。上方落語・江戸落語の両方で演じられる。
原話は、安永6年（1777年）に刊行された『時勢（いまよう）噺綱目』第1巻の一編である「俄旅」。
柳派の落語家は、本作品を『素人鰻』と呼んで演じている（後述する類似の江戸落語演目とは別）。5代目古今亭志ん生は基本的に『鰻屋』の演題で演じていた。

## あらすじ
※以下の内容は上方落語での口演に準じる。
新しく開業した鰻屋の主人が、上手に鰻を捌けないどころかつかむこともできずに四苦八苦している。それを聞いた若い者二人が「おっさん、鰻ようつかまえんと困ってるの肴に一杯飲んだろ」とやってくる。
「どの鰻にしまひょ」「そやなあ。あ。あの鰻でかくて油乗ってそうや。あれしてんか」「……あ、あれでっか。あれはあきまへん」「何でや」「さあ、店開いたときからいてよりまんねん。額に傷おまっしゃろ。あれ『光秀鰻』いうて、主人に害をなす……」「あほなこといいないな。浄瑠璃の『太功記十段目』みたいなこというとる」「どっちかやったらあこの、腹浮かべてよるのなんかどないだす。すぐに作れまっせ」「あほ言いやがれ、あれ死んでるやないか」
仕方なく主人は注文された通り、鰻を捕まえようとするがなかなかうまいこといかない。「……こないしまっしゃろ……ソオレ！ ……あ、逃げた」「これ、逃がしたらあかんやないか」
主人は前に出る鰻を捕まえながら表に出てしまう。「だれぞ、下駄出してんか」「あれ！ おやっさん、表出て行ったで」
そこへ帰ってきた女房「もし、うちの人はどこぞにいきました」「おやっさん。鰻つかんで表出てしもたで」「ええっ！ またでっかいな！ あの人この前もおんなじことして、堺から和歌山まで行ってしもたんだっせ」「そら、何するのや」
ようよう主人が鰻と格闘しながら帰ってくる。「おいおい。町内一回りしてきよったで。おやっさ～ん！ こっちや！ こっちや！ ……あ、店の前行き過ぎよった……おやっさん。どこへ行くねん」「前回って、鰻に聞いてくれ」

## 口演の特徴
独特の所作で鰻を追っていく様子を表す。この演目を5代目三升家小勝から聞き覚えた6代目三遊亭圓生によると、「右手でつかむ時は、ついている左の手の指先が、はじめは右の方を向いている。で、いよいよつかもうとして、さっと逃げられる、と同時に、右へ向いていた手の先が今度は左の方へ向ける」という所作で、鰻が逃げたように見せる手法（小勝が考案）を使っている。

## バリエーション
初代春団治は、鰻をつかんだ男が最後に電車に飛び込むという破天荒なオチで有名だった。圓都は『鰻谷』という地名の由来を語った（虚実ない交ぜの落語特有のもの）噺とつなげて一本の落語にしている。2代目桂枝雀は、鰻屋でごちそうしようという男の前日談として、10日前にごちそうされる側の男が大阪中を引き回されたあげく、道頓堀川の水を飲まされた話を語り、また鰻のさばき方に関して店主に指導するという「くすぐり」を入れている。
5代目古今亭志ん生や6代目三遊亭圓生の口演では、鰻裂きの職人が不在のために待たされたあげくに鰻の丸焼きが出され、店主から飲食無料にしてもらったのに主人公が味を占めて再度行くという趣向が見られる。また、6代目三遊亭圓生は別のバリエーションとして、鰻の丸焼きを出された客の男が店主を呼べと命じ、職人不在で自分が焼いたという店主に丸焼きを食べさせて、「どうです」と問うたところ「いや、なに我慢すれば食える…」というサゲがあったと話している。
4代目（自称9代目）鈴々舎馬風は鰻を蛇に変える演出をとって『大蛇屋』という演目で演じていた。蛇が首にまとわりついて大騒ぎになるという奇想天外なストーリーで、馬風本人はかなり気に入っていたらしく、5代目柳家小さんや、まだ若手であった立川談志（当時は柳家小ゑん）、5代目三遊亭圓楽（当時は三遊亭全生）に教えようとしたが、皆あまりのアクの強さに嫌がった。

## 類似の噺
『鰻屋』に類似した噺に、『素人鰻』（江戸）と『月宮殿』（上方）がある。『素人鰻』は明治初期、秩禄処分によって慣れない商売に失敗する士族を主題としているが、落ちの部分は『鰻屋』とほぼ同じである。また『月宮殿』は鰻をつかんだ男が宇宙に昇る奇想天外な構成で、その前半部は「鰻屋」と同じである。『月宮殿』は『軽口花笑顔』（延享4年）収録の「鰻の天上」が原話である。武藤禎夫編『江戸小咄辞典』は『素人鰻』の落ちの原話を「俄旅」としており、同じ原話から二つの噺が派生した形である。
江戸の『素人鰻』について『桂文楽全集』上巻の作品解説は、三遊亭圓朝が実体験をもとに『士族の商法』（別題『素人汁粉』）という演目を作り、それが三遊亭圓馬によって改作されたのが『素人鰻』であるとし、一方同じ演目から初代三遊亭遊三が士族が汁粉屋に失敗して鰻屋を開き職人に逃げられるところまでは圓馬と同じながら士族が妻とともに悪戦苦闘して鰻の丸焼きを出すという話を作り、それを5代目三升家小勝が改作して汁粉屋や士族の商法といった要素を抜いたものが本演目であるとしている。6代目三遊亭圓生は「この『鰻屋』は『素人鰻』を側面から見た噺でございます」と説明している。